# سیل ۱۳۸۰ گلستان
سیل ۱۳۸۰ گلستان، در روز ۲۰ مرداد رخ داد و در این سیل دبی گرگان‌رود به حدود ۳۰۱۷ متر مکعب و عرض رودخانه از ۱۰ متر به ۴۰۰ متر رسید. دلیل وقوع این سیل شدت بسیار زیاد بارندگی، نبود پوشش گیاهی مناسب در مسیر سیل از ارتفاعات استان سمنان تا جنگل گلستان، خشکسالی، شیب زیاد در مسیر، شکل حوضه آبریز و تخریب پشت هم چندین بند کوچک از جمله بند مشهدی و قز قلعه از بالادست رود و سمت ارتفاعات استان سمنان تا قبل از روستای دشت (گرمه) از دلایل سیل ذکر شده‌اند.
در پایین‌دست جنگل گلستان، جریان سیل وارد سد تازه تأسیس گلستان (که تقریباً خالی بود) شده و ادامه تخریب شدید مناطق پایین دست متوقف می‌شود. مخزن این سد تقریباً به صورت کامل از رسوبات پر می‌شود.
سیل گلستان بار دیگر در سال ۱۳۸۱، ۱۳۸۲ و ۱۳۸۴ درست در حول و حوش سالگرد سیل نخست در سال ۱۳۸۰ تکرار شد و منجر به کشته شدن بیش از یکصد نفر دیگر شد.

## تلفات و خسارات
در اثر این سیل بیش از ۵۰۰ نفر فوت کردند که پر تلفات‌ترین سیل ایران محسوب می‌شود. سید کاظم نورمفیدی نماینده ولی فقیه در استان گلستان به خاطر تلفات این سیل سه روز عزای عمومی در استان گلستان اعلام کرد.
بر اثر سیل ۵۰٪ جاده گالیکش و ۹۰٪ راه کلاله به داخل جنگل گلستان مسدود شد. این سیل به هشتاد دستگاه خودرو سبک و سنگین آسیب رساند و ۱۵ هکتار از جنگل‌های گلستان را ازبین برد.

## گزارش واقعه
در ساعت ۱۹ بعد از ظهر روز جمعه ۱۹ مرداد ۱۳۸۰ بارندگی بسیار شدیدی که مرکز رگبار آن جنگل گلستان بود در ارتفاعات منطقه در محدوده مرزهای استان‌های گلستان و خراسان و سمنان شروع می‌شود. شدت بارندگی، نبود پوشش گیاهی مناسب، شیب زیاد، شکل حوضه آبریز و … از جمله عوامل مؤثر در تشدید وقوع سیل بودند. شکل حوضه آبریز طوری است که زهکشی رواناب بخشی از ارتفاعات استان سمنان از طریق رودخانه اوغان به سمت شهر گالیکس و ساتن گلستان هدایت می‌کند و بخش دیگری از رواناب به سمت استان خراسان جاری شده و پس از طی مسافتی در استان خراسان مجدداً از طریق جنگل گلستان و رودخانه دوغ وارد استان گلستان می‌شود.
شدت بارندگی ذکر شده آنچنان زیاد است که پس از لحظاتی بارش در هر مکان از این منطقه وسیع، سیلاب شروع می‌گردد.
بارندگی که از ساعت ۷ بعد از ظهر با رعد و برق شدید و فطرت بسیار درشت در روستای دشت (گرمه)، از توابع شهرستان جاجرم استان خراسان، شروع شده بود در ساعت ۹ شب در این روستا و اطراف آن سیل جاری می‌گردد. در مسیر سیل از سمت ارتفاعات استان سمنان تا روستای دشت چندین بند کوچک (بند آبخیزداری) وجود داشته‌است که اکثر این بندها به راحتی در اثر شدت سیل (و سرعت آب) تخریب می‌گردند که بند مشهدی و بند قز قلعه از مهم‌ترین آنها بودند. مقاومت کم این بندها باعث گردید چندین شکست و آب بردگی در بدنه بند مشهدی ایجاد شود و با پاره شدن بند مشهدی، مجموعه این آب‌ها با ایجاد یک آبراهه عمیق و حمل سنگ‌های بزرگ به یک سیل مخرب تبدیل شده و به مخزن بند قز قلعه وارد می‌شود که به سرعت مخزن این بند را پر می‌کند. با توجه به اینکه حجم آب ذخیره شده در مخزن بند قبل از سرریز شدن از روی تاج بند به حدود ۵۰ هزار متر مکعب بوده‌است، با ادامه ورود سیلاب به آن سطح آب به سرعت به مخزن این سد کوچک بالا آمده و آب از روی گل تاج بند شروع به سرریز نموده‌است و نهایتاً در اثر فرسایش شدید بدنه از دو قسمت این بند شکسته می‌شود. به دلیل شکستگی سد، بخشی از رسوباتی که از سال‌های قبل در مخزن بند ته‌نشین شده بودند، از مخزن تخلیه بند تخلیه می‌شوند و به روستای دشت می‌رسند و پس از عور از سه راهی روستای دشت و در حالی که حدود ۱۵۰۰۰۰ هکتار اراضی را زهکشی و شسته‌است، وارد جنگل گلستان می‌شود. در این مسیر با توجه به تغییر شدید شرایط توپوگرافی و کوهستانی و در دره‌ای بودن آن، ارتفاع سیل به چندین متر می‌رسد، به نحوی که سیل نه تنها از داخل رودخانه دوغ به سمت جنگل هجوم می‌آورد، بلکه عرض سیل و ارتفاع آن به حدی افزایش می‌یابد که تا ارتفاع بیش از ۲ متر در داخل تونل گلستان (تونل جاده استان گلستان به مشهد) که به موازات رودخانه می‌باشد، سیل جاری می‌شود. با توجه به شیب بسیار زیاد مسیر عبور سیل و دره‌ای بودن مسیر، سرعت سیل به شدت افزایش یافته و در نتیجه هر آنچه که در مسیر سیل بوده به راحتی توسط سیل از جا کنده شده و به همراه سیل به پایین دست منتقل می‌شود. در این بخش ارتفاع آب به چندین متر رسیده‌است (۸–۷ متر). به علت عرض کم دهانه پل‌ها در مقابل سیل ورودی اکثر پل‌های داخل جنگل تخریب شدند یا بر اثر حمل رسوبات و قلوه سنگ‌های ریز و درشت، دهانه آنها مسدود گردیدند و مقاطع متعددی از سطح جاده را بعضاً به عمق ۱۰ متر تخریب کردند.
بر اساس گزارش اداره کل آب استان گلستان، دبی پیک سیل در این محدوده جنگل گلستان ۱۶۵۰ متر مکعب در ثانیه رسیده‌است. با توجه به زمان سیل (شب جمعه) و وجود مسافران بسیار زیاد در این محدوده، بیشترین خسارات مالی و جانی در این محدوده وارد شده‌است. بجز ساختمان پلیس و نمازخانه گلستان، همه چیز از جا کنده شده بود و ده‌ها وسیله نقلیه طعمه سیل شدند و به کلی از بین رفتند.

## کمک‌های خارجی
کویت:امیر کویت شیخ جابر احمد الصباح ۲۵۵ کارتن دارو ۲۸۰۰ تخته پتوی سربازی ۶۰۰ دستگاه چادر ۹۱۲۰ قوطی تن ماهی به سیل‌زدگان گلستانی هدیه داد.